# Émile Bernard
Émile Bernard (Rijsel, 28 april 1868 - Parijs, 16 april 1941) was een Franse symbolistische kunstschilder en schrijver.

## Biografie
Émiles vader was een textielindustrieel. De familie ging naar Parijs toen Émile 10 jaar oud was. In 1884 volgde hij een opleiding aan de École des Beaux Arts in Parijs en raakte bevriend met Louis Anquetin en Henri de Toulouse-Lautrec. Vanwege insubordinatie moest hij in 1886 de École des Beaux-Arts verlaten. Vervolgens trok hij te voet door Normandië en Bretagne. In Concarneau ontmoette hij Émile Schuffenecker, die hem een aanbevelingsbrief gaf voor Paul Gauguin aan de Pont-Aven.
In de winter van 1886-1887 ontmoette Émile Van Gogh. In dezelfde tijd ging hij pointillistisch schilderen. Zowel in het werk van Van Gogh als Bernard is de invloed van de Japanse prentkunst (Ukiyo-e) duidelijk zichtbaar. In het voorjaar van 1887 toog Émile opnieuw naar Normandië en Bretagne, waar hij twee maanden in de herberg van Mme Lemasson in Saint-Briac-sur-Mer verbleef alvorens terug te keren naar Pont-Aven.
Émile ontmoette Gauguin voor het eerst echt in augustus 1888 in Pont-Aven, waarna beiden zich toelegden op het synthetisme, een vorm van schilderen die vooral wordt gekenmerkt door eenvoudige en duidelijke vormen en een beperkt kleurenassortiment. In 1891 ontstond er tussen hen echter een definitieve breuk, omdat Émile vond dat Gauguin de eer te veel aan zichzelf hield voor de vernieuwingen binnen Pont-Aven.
In 1893 kreeg Émile Bernard van zijn beschermheer Antoine de La Rochefoucauld financiële ondersteuning om naar Egypte af te reizen, waar Bernard vervolgens tien jaar bleef en ook trouwde. Toen hij in 1904 terugkeerde naar Frankrijk, ontmoette hij Paul Cézanne in Aix-en-Provence. De rest van zijn leven bracht Bernard grotendeels door in Parijs in het gezelschap van zijn trouwste vrienden. In 1932 maakte Bernard een apart schilderij voor Anquetin als teken van bewondering.
Bernard overleed op 72-jarige leeftijd in zijn eigen atelier in Île Saint-Louis.

## Schilderstijl
De werken van Émile Bernard behoren tot het symbolisme. Later verlaat hij het pointillisme en gaat evenals Gauguin in de zogenaamde cloisonnisme-stijl schilderen. Bij deze stijl worden grote kleurvlakken omrand door donkere contourlijnen, het bereikte effect lijkt op cloisonné.

## Musea
De schilderijen van Émile Bernard zijn in diverse musea, onder andere in het:
- Museo Thyssen-Bornemisza in Madrid
- Van Gogh Museum in Amsterdam
- Palais des Beaux Arts in Lille

## Schilderijen (selectie)
- De Annunciatie
- Bernards grootmoeder, 1887

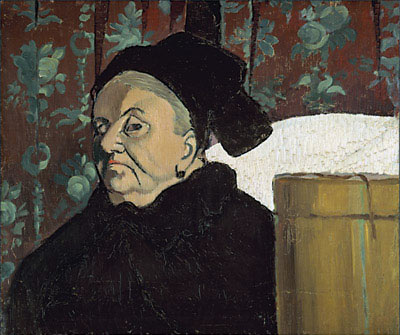
Bernards grootmoeder

- Zelfportret met portret van Gauguin, 1888
- Na het bad, 1908